# Euophrys mottli
Euophrys mottli är en spindelart som beskrevs av Gábor von Kolosváry 1934. Euophrys mottli ingår i släktet Euophrys och familjen hoppspindlar. Inga underarter finns listade i Catalogue of Life.